# Resolutie 1724 Veiligheidsraad Verenigde Naties
Resolutie 1724 van de Veiligheidsraad van de Verenigde Naties werd op 29 november 2006 unaniem door de VN-Veiligheidsraad aangenomen. De resolutie verlengde de waarnemingsgroep die schendingen van het wapenembargo tegen Somalië onderzocht met een half jaar.

## Achtergrond
In 1960 werden de voormalige kolonies Brits Somaliland en Italiaans Somaliland onafhankelijk en
samengevoegd tot Somalië. In 1969 greep het leger de macht en werd Somalië een socialistisch-islamitisch
land. In de jaren 1980 leidde het verzet tegen het totalitair geworden regime tot een
burgeroorlog en in 1991 viel het centrale regime. Daarna beheersten verschillende groeperingen elk
een deel van het land. Enkele delen scheurden zich ook af van Somalië.

## Inhoud

### Waarnemingen
De overgangsregering van Somalië moest blijven werken aan het effectief besturen van het land.
De Veiligheidsraad veroordeelde de sterk gestegen wapenstroom naar Somalië, wat een schending van het
wapenembargo was. Het toezicht op dat embargo moest worden verbeterd.

### Handelingen
Alle lidstaten werden herinnert aan hun verplichting om de maatregelen
die met resolutie 733 werden opgelegd na te leven.
De secretaris-generaal werd gevraagd de waarnemingsgroep die
de schendingen van het wapenembargo onderzocht opnieuw op te richten voor een periode van 6 maanden.
Zij moesten ook manieren aanbevelen waarop de Veiligheidsraad de uitvoering en naleving van het embargo kon
verbeteren.

## Verwante resoluties
- Resolutie 1630 Veiligheidsraad Verenigde Naties (2005)
- Resolutie 1676 Veiligheidsraad Verenigde Naties
- Resolutie 1725 Veiligheidsraad Verenigde Naties
- Resolutie 1744 Veiligheidsraad Verenigde Naties (2007)

Lijst ·  1652 ·  1653 ·  1654 ·  1655 ·  1656 ·  1657 ·  1658 ·  1659 ·  1660 ·  1661 ·  1662 ·  1663 ·  1664 ·  1665 ·  1666 ·  1667 ·  1668 ·  1669 ·  1670 ·  1671 ·  1672 ·  1673 ·  1674 ·  1675 ·  1676 ·  1677 ·  1678 ·  1679 ·  1680 ·  1681 ·  1682 ·  1683 ·  1684 ·  1685 ·  1686 ·  1687 ·  1688 ·  1689 ·  1690 ·  1691 ·  1692 ·  1693 ·  1694 ·  1695 ·  1696 ·  1697 ·  1698 ·  1699 ·  1700 ·  1701 ·  1702 ·  1703 ·  1704 ·  1705 ·  1706 ·  1707 ·  1708 ·  1709 ·  1710 ·  1711 ·  1712 ·  1713 ·  1714 ·  1715 ·  1716 ·  1717 ·  1718 ·  1719 ·  1720 ·  1721 ·  1722 ·  1723 ·  1724 ·  1725 ·  1726 ·  1727 ·  1728 ·  1729 ·  1730 ·  1731 ·  1732 ·  1733 ·  1734 ·  1735 ·  1736 ·  1737 ·  1738